# جايسون ريتشاردز
جايسون ريتشاردز (20 مايو 1986 - ) (بالإنجليزية: Jason Richards)‏ هو لاعب كرة سلة أمريكي في مركز هجوم خلفي. لعب مع Delaware Blue Coats ‏.

## وصلات خارجية
- جايسون ريتشاردز على موقع كلية كرة السلة في سبورتس رفرنس.كوم (الإنجليزية)
- جايسون ريتشاردز على موقع ريلجم (الإنجليزية)
- جايسون ريتشاردز على موقع بروبوليرز (الإنجليزية)